# Agriculture du désert

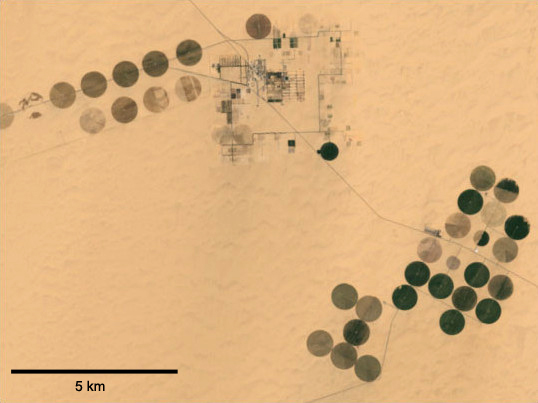
Vue aérienne de zones irriguées par pivot central dans le Sahara égyptien.

L’agriculture du désert repose généralement sur l'irrigation, car c'est le moyen le plus facile de faire fleurir un désert. En Californie, la Vallée impériale est un bon exemple de ce qui peut être fait. En Australie et dans la Corne de l'Afrique, on peut aussi trouver des exemples intéressants d'agriculture du désert.

## Amérique du Nord
En Amérique du Nord, on peut citer parmi les peuples amérindiens qui pratiquent ou ont pratiqué cette agriculture les Anasazis aujourd'hui disparus, les Hopis présents depuis longtemps, les Tewas, les Zuñis, et beaucoup d'autres. D'autres tribus régionales, y compris les Navajos, dont l'arrivée est relativement récente (vers 1000 à 1400 apr. J.-C.). Ces diverses tribus ont été désignées généralement par les occupants espagnols de la région comme des Indiens Sinaguas , « sinagua » signifiant « sans eau », bien que ce terme ne soit pas appliqué aux Amérindiens contemporains de la région.
En raison de la grande dépendance de cette agriculture à l'égard des conditions météorologiques, qui ne peuvent être maîtrisées, diverses croyances religieuses, des rites et des prières sont apparus. Ces rites ont évolué autour de la croissance des plantes cultivées, et en particulier de celle des quatre principaux types de maïs de la région, caractérisés par leurs couleurs : rouge, jaune, bleu et blanc. Le maïs est souvent présent en tant que symbole spirituel entre les mains des figures spirituelles représentées sur les tapis des Navajos, dans des rituels associés aux « Vierges du Maïs » et autres kachinas des Hopis, et dans divers objets fétiches des tribus de la région.
Les Amérindiens du désert de Sonora et d'ailleurs dépendaient à la fois de l'irrigation et de l'agriculture « Ak-Chin ». Ce type d'agriculture dépendait des « lavages » (inondations saisonnières des plaines par la fonte des neiges hivernales et les pluies estivales). Le peuple Ak-Chin a utilisé cette forme d'irrigation naturelle en plantant selon une pente descendante, permettant ainsi au flux des eaux d'inondation de passer sur leurs cultures.
Dans la vallée de la Rivière Salée, maintenant occupée par le comté de Maricopa, un vaste système de canaux fut créé et entretenu de 600 à 1450 av. J.-C. Plusieurs centaines de kilomètres de canaux ont alimenté les cultures de la région entourant Phoenix, Tempe, Chandler et Mesa dans l'Arizona. Cependant, l'irrigation intense a augmenté la salinité de la couche arable, la rendant plus difficile à cultiver. Cela semble avoir contribué à l'abandon des canaux et à l'adoption de l'agriculture « Ak-Chin ».
Les anciens canaux ont servi de modèle aux ingénieurs moderne, les premiers canaux historiques « modernes » étant formés en grande partie par le déblayage des canaux Hohokams ou bien tracés au-dessus des anciens canaux. Les ruines antiques et les canaux des Indiens Hohokams furent une source de fierté pour les premiers colons qui voyaient leur nouvelle société agricole se développant, comme le mythique oiseau phénix, sur les cendres de la société Hohokam, d'où le nom de  Phoenix (Arizona). 
Le système de canaux est particulièrement impressionnant parce qu'il a été construit sans l'utilisation d'outils en métal ni de la roue. Il a fallu aux concepteurs antiques une connaissance remarquable de la topographie et de l'hydrologie pour établir leurs canaux, mais il a fallu aussi une organisation sociopolitique remarquable pour planifier le déploiement de la main-d'œuvre, notamment pour répondre aux besoins physiques des travailleurs et de leurs familles

## Autres régions
Les pays du Moyen-Orient essaient également de développer une agriculture durable dans le désert.